# 光復站 (平壤市)
光復站（朝鲜语：／ Kwangbok yŏk */?）是朝鲜首都平壤地铁革新线的一个车站，于1978年9月9日启用，是该线的西边的起讫站点。

## 车站周边
- 光復大街，本站有出口通往该处
- 青春館
- 平壤意大利菜館